# Jeronimo Šarin
Jeronimo Šarin (Šibenik, 28. veljače 1974.), je bivši hrvatski košarkaš, sada košarkaški trener.

## Karijera
U mlađim danima kratko je nastupao za Omladinski košarkaški klub "Osvit", a kasnije za seniore Šibenke. Od 1991. do 1999. nastupao je za KK Šibenik, da bi nakon toga odigrao jednu sezonu u KK Zagreb .Sezonu 2000./2001, započeo je u Turskoj u klubu Altay iz Izmira, da bi nakon samo mjesec dana otišao u Poljsku, klub Unia Tarnow te potom na polovici sezone otišao u Belgiju, klub Limburg United te se tamo zadržao do kraja sezone 2001./2002. Sezonu 2002./2003. igrao je u Austriji u klubu Furstenfeld Panthers, zatim je sljedeće dvije sezone igrao u francuskoj Pro B ligi, u klubu Beauvais. Ssezonu 2005./2006. započinje u Českoj u klubu Prostejov, a na pola sezone opet odlazi u Francusku, i to u klub Antibes Sharks. U sezoni 2006./2007. vraća se u Šibenik, gdje usporedo s igranjem, započinje trenersku karijeru u OKK Dražen Petrović. 
Nakon što je kao trener prošao sve uzraste OKK Dražen Petrović, započinje seniorsku trenersku karijeru, i to u KK Vodice u A2 Hrvatskoj ligi. U sezoni 2007./2008 ,2008./2009 je trener A2-ligaša Šibenka 4, da bi u sezoni 2009./2010. preuzeo svoj Šibenik, pod novim imenom GKK Šibenik i klub u 3 godine iz treće lige doveo do prve Hrvatske lige. Trener Šibenika bio je do 2016., kada u listopadu iste godine preuzima Kosovsku Sigal iz Prištine. Početkom siječnja 2017. klub mu nudi još jedan ugovor no, Šarin ga odbija jer na Kosovu nisu ispunjavali njegove uvjete. U veljači 2017. preuzeo je klupu albanskog prvaka Vllaznije. U Vllazniji je ostvario fascinantne rezultate, gdje je bio trener do lipnja 2017.  
Krajem lipnja 2017. Šarin odlazi u Libanon na poziv tamošnjeg kluba Club Antonine Sportifa.